# ژان-ژاک باگو
ژان-ژاک باگو (فرانسوی: Jean-Claude Bagot‎؛ زادهٔ ۹ مارس ۱۹۵۸) دوچرخه‌سوار اهل فرانسه است.